# Винный клещ
Винный клещ (Histiogaster bacchus Zachvatkin, 1941) — вид  паукообразных из семейства мучные клещи (Acaridae).
Винный клещ иногда массово размножается на поверхности вина (особенно в процессе его производства) и портит вино. В дикой природе он живет на забродившем вытекающем соке деревьев, в основном дубовых. Эти клещи попадают на винные заводы с дубовыми бочками, в которых транспортируется вино.
Вид Histiogaster bacchus  обнаружен на территории России, Польши, Германии, Италии, Китая, Канады и США, а также в синантропных местах Закарпатской области (Украина). 

## Клещ и здоровье человека
Этот вид, попадая в пищу, вызывают раздражение стенок желудочно-кишечного тракта у человека, а при вдыхании — астматический кашель. 